# Aleksander Jarzębski
Aleksander Jarzębski (ur. 26 stycznia?/8 lutego 1910 w Astrachaniu, zm. 19 grudnia 1962 w Warszawie) – polski pedagog muzyczny i kompozytor.

## Życiorys
Był synem skrzypka Józefa Jarzębskiego. W latach 1928–1932 studiował w Konserwatorium Warszawskim u Piotra Rytla i Kazimierza Sikorskiego, odbył też studia historyczne na Uniwersytecie Warszawskim. W latach 1932–1939 działał jako pedagog w Warszawie i Lublinie. Podczas II wojny światowej uczestniczył w tajnym nauczaniu. Od 1951 roku wykładał harmonię, kontrapunkt i historię muzyki w Państwowej Wyższej Szkole Muzycznej w Warszawie, od 1956 roku na stanowisku docenta. Od 1952 roku pełnił także funkcję dyrektora Państwowego Liceum Muzycznego w Warszawie. Brał udział w pracach ośrodków metodycznych i komisji programowych szkolnictwa muzycznego. Odznaczony został Krzyżem Kawalerskim Orderu Odrodzenia Polski.
Skomponował m.in. Sonatę skrzypcową, Preludium i fugę na skrzypce solo, Wariacje i preludia na fortepian oraz liczne pieśni chóralne.
Zginął w katastrofie lotniczej w Warszawie w 1962 roku.